# Möngönmorĭt
Möngönmorĭt (mongoliska: Мөнгөнморьт Сум, Мөнгөнморьт, Möngönmorĭt Sum) är ett distrikt i Mongoliet.   Det ligger i provinsen Töv, i den östra delen av landet, 120 km öster om huvudstaden Ulaanbaatar.